# Naționalism francez
Naționalismul francez se manifestă în general sub formă de naționalism cultural⁠(d) prin care se promovează unitatea culturală a Franței.

## Diversitatea mișcărilor naționaliste

Logoul partidului Adunarea Națională, principalul partid naționalist francez.

Mișcările naționaliste sunt diverse și sunt împărțite în funcție de convingerile religioase, filosofice sau istorice. Dacă la început naționalismul francez era un element specific stângii republicane, acesta a devenit inerent politicilor de extremă dreapta odată cu afacerea Dreyfus. Numeroase partide politice de dreapta sau de extremă dreapta sunt etichetate drept naționaliste.
- Frontul Național - cunoscut din 2018 sub denumirea de Adunarea Națională[1] - condus de Marine Le Pen;
- L'Œuvre Française⁠(d) - înființat în 1968;[2]
- Acțiunea franceză - printre membrii săi era și Charles Maurras,[3] teoretician al naționalismului francez.
- Renașterea franceză⁠(d) - înființată în 2005;[4]
- Restauration nationale - organizație separată de Acțiunea franceză;[5]
- Mișcarea Națională Republicană⁠(d) - înființată de Bruno Mégret.[6][7]

Un partid politic care se pretinde suveran și patriot, însă nu și naționalist este Mișcarea pentru Franța⁠(d) a politicianului Philippe de Villiers.
Mișcările în cauză pot fi împărțite în funcție de răspunsul lor cu privire la nașterea națiunii franceze:
- Adepții național-catolicismului⁠(d) consideră anul 496 când Clovis I a fost botezat de Remi de Reims.  Aceasta este mișcarea naționalismului contrarevoluționar a cărei reprezentanți de frunte sunt Bernard Antony și partidul Renașterea franceză.
- Monarhiștii partidului Acțiunea Franceză consideră anul 987 odată cu apariția lui Hugues Capet și nașterea dinastiei capețienilor care întărește autoritatea statului. Această monarhie va ajunge la apogeu sub Casa de Burboin cu Ludovic al XIV-lea.
- Naționaliștii revoluționari au convingerea că națiunea franceză s-a născut odată cu Revoluția franceză. Convingerile acestora sunt naționaliste față de lume și socialiste față de societate.
- Bonapartiștii⁠(d) consideră că națiunea s-a născut în timpul cuceririlor napoleoniene sau odată cu războiul din Mexic sau din Crimeea; forma sa republicană a luat naștere după înfrângerea din 1870, această opinie fiind prevalentă în cercurile radicale de dreapta de la sfârșitul secolului.

### Acțiunea franceză, naționalismul integral și monarhismul
Acțiunea franceză (AF) este o mișcare monarhistă care susține că transcende „naționalismul republican” influențat de Maurice Barrès, aspirând către ideile „naționalismului integral⁠(d)” promovat de Charles Maurras sau către monarhism, separându-se astfel de moștenirea revoluționară. Partidul păstrează totuși conceptul de națiune în calitate de corp politic fundamental. Pentru AF, naționalismul este primul pas către monarhism.
Toate interesele individuale și corporatiste trebuie complet subordonate națiunii, inclusiv monarhia și biserica. Naționalismul integral al Action Française este așadar o combinație paradoxală: un neoorleanism⁠(d) antiliberal, autoritar, pozitivist, corporatist și naționalist cu tendințe conservatoare sau progresiste.

### Suveranism
Unele mișcări naționaliste încorporează și suveranismul. Elementul este comun convingerilor a numeroase organizații atât de dreapta, cât și de stânga, de la Jean-Pierre Chevènement la Philippe de Villiers.

### Mișcări regionale
- Naționalismul breton
- Naționalismul alsacian
- Naționalismul flamand
- Naționalismul franc-comté
- Naționalismul basc
- Naționalismul catalan
- Naționalismul corsican
- Naționalism normand
- Naționalismul occitan
- Naționalismul provensal
- Naționalismul Savoyard

## Identitate religioasă
Problema identității religioase creează diviziuni în cadrul acestor mișcări. Putem distinge două curente principale:
- curentul catolic al celor care își asumă convingerile național-catolicismului, monarhismului, naționalismului contrarevoluționar și naționalismului tradițional. Catolicismul reprezintă așadar un element privilegiat al identității națiunii franceze. Separarea bisericii de statul francez este criticată.
- curentul ateu care susține naționalismul revoluționar și cel european pentru care se militează în lucrările Nouvelle Droite. Pentru această tendință, creștinismul nu face parte din identitatea continentului european.[12][13][14]